# Daniel Nestor
Daniel Mark Nestor (serbisk: Данијел Несторовић, Danijel Nestorović, født 4. september 1972 i Beograd) er en canadisk tidligere professionel tennisspiller, der især var kendt som doublespiller og har vundet flere grand slam-titler samt olympisk guld.
Efter næsten 30 år i professionel tennis, der indbragte ham en Career Gold Slam, indstillede han karrieren i slutningen af 2018.

## Grand Slam-titler
- Australian Open:
  - Double herrer 2002 (sammen med Mark Knowles)
  - Mixed double 2007 (sammen med Elena Likhovtseva)
  - Mixed double 2007 (sammen med Katarina Srebotnik)
  - Mixed double 2014 (sammen med Kristina Mladenovic)
- French Open:
  - Double herrer 2007 (sammen med Mark Knowles)
  - Double herrer 2010 (sammen med Nenad Zimonjić)
  - Double herrer 2011 (sammen med Max Mirnyi)
  - Double herrer 2012 (sammen med Max Mirnyi)
- Wimbledon:
  - Double herrer 2008 (sammen med Nenad Zimonjić)
  - Double herrer 2009 (sammen med Nenad Zimonjić)
  - Mixed double: 2013 (sammen med Kristina Mladenovic)
- US Open:
  - Double herrer: 2004 (sammen med Mark Knowles)

## Olympiske resultater
Nestor deltog første gang i de olympiske lege i 1996 i Atlanta, hvor han stillede op både single og herredouble. I single tabte han i første runde, mens han i double sammen med Grant Connell nåede anden runde. Ved OL 2000 i Sydney vandt han i single sine to første kampe, blandt andet over 13. seedede Pat Rafter, inden han i tredje runde tabte til Juan Carlos Ferrero. I double spillede han sammen med Sébastien Lareau nåede finalen uden at afgive sæt. Her var de oppe mod hjemmebanefavoritterne, Todd Woodbridge og Mark Woodforde, og efter at have tabt første sæt 5-7 vandt canadierne de tre næste 6-3, 6-4 og 7-6, hvorved de vandt guld.
I de sidste fire lege, han deltog i, spillede Nestor udelukkende herredouble. Ved legene i 2004 i Athen spillede han sammen med Fred Niemeyer og blev her besejret i anden runde. Ved OL 2008 i Beijing havde han samme makker, og her tabte de i første runde til de engelske brødre Andy og Jamie Murray. Ved legene fire år senere spillede han sammen med Vasek Pospisil, og parret nåede anden runde, hvor de blev besejret af et serbisk par. Nestor deltog sidste gang ved OL i 2016 i Rio de Janeiro, hvor han og Pospisil var syvendeseedede og nåede semifinalen, hvor de tabte til spanierne Rafael Nadal og Marc López (der senere vandt guld), og canadierne tabte efterfølgende kampen om bronzemedaljerne til Steven Johnson og Jack Sock fra USA.